# Каенлык (Кукморский район)
Каенлык — деревня в Кукморском районе Татарстана. Входит в состав Сардекбашского сельского поселения.

## География
Находится в северо-западной части Татарстана на расстоянии приблизительно 23 км на северо-запад по прямой от районного центра города Кукмор.

## История
Основана в 1929 году переселенцами из села Большой Сардек.

## Население
Постоянных жителей было: в 1938 году — 245, в 1949—223, в 1958—173, в 1970—167, в 1979—144, в 1989—138, 131 в 2002 году (татары 99 %), 129 в 2010.